# サンドウィッチ (戦列艦・1759年)
| サンドウィッチ                           | サンドウィッチ |
| ロドニー提督の旗艦を務めるサンドウィッチ | ロドニー提督の旗艦を務めるサンドウィッチ                                                                                      |
| 艦歴                                     | 艦歴 |
| ---------------------------------------- | --- |
| 運用者                                   | イギリス海軍 |
| 建造                                     | チャタム工廠 |
| 発注                                     | 1755年11月22日 |
| 進水                                     | 1759年4月14日 |
| その後                                   | 1810年解体 |
| 戦歴                                     | サン・ビセンテ岬の月光の海戦                                                                                                  |
| 性能諸元                                 | |
| クラス                                   | サンドウィッチ級 90門2等戦列艦                                                                                                |
| トン数                                   | 1869bm |
| 全長                                     | 砲列甲板：176ft (53.6m) 竜骨：49ft (14.9m)                                                                                    |
| 全幅                                     | 不明 |
| 深さ                                     | 船倉：24ft (7.3m) |
| 推進                                     | 帆走（3本マストシップ） |
| 兵装                                     | 90門： 上砲列：12ポンド（5kg）砲30門 中砲列：18ポンド（8kg）砲30門 下砲列：32ポンド（15kg）砲28門 船首楼：9ポンド（4kg）砲2門 |

サンドウィッチ (HMS Sandwich) はイギリス海軍の90門2等戦列艦。1759年4月14日にチャタム工廠で進水した。

## 艦歴とエピソード
1780年、サンドウィッチはジョージ・ロドニー提督の旗艦としてサン・ビセンテ岬の月光の海戦を戦った。
その後すぐ改装され、浮き砲台として用いられた。1790年からは港に係留された。
1797年のノアの反乱において、サンドウィッチは反乱の首謀者とされるリチャード・パーカーによって旗艦とされた。そして反乱鎮圧後は、首謀者達を吊るす場として使われた。
この船は、1810年2月に解体された。

### トラファルガーの海戦での幽霊船

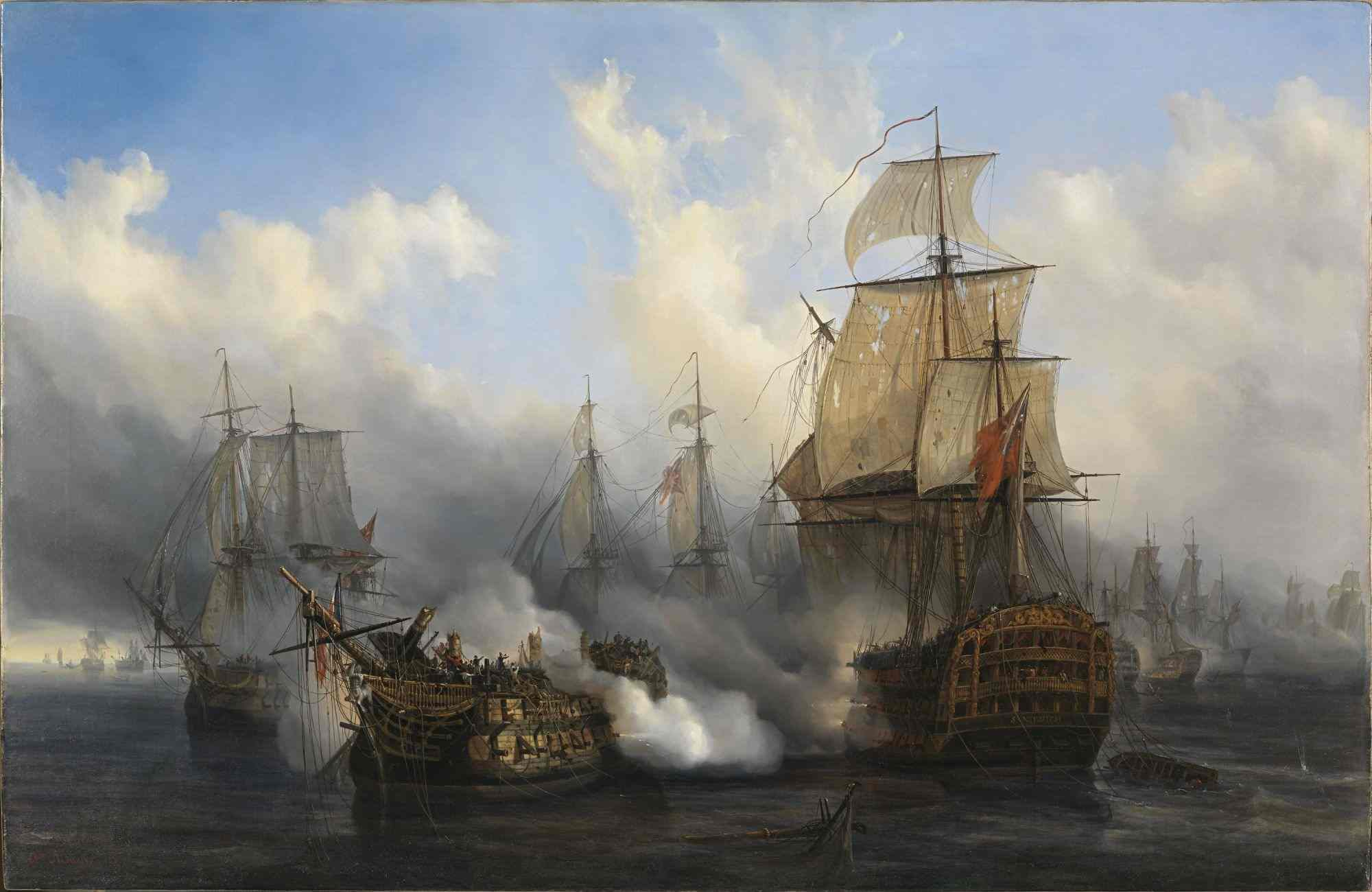
トラファルガーの海戦にてフランス艦隊旗艦ビューサントル(左、マスト全損)を砲撃するサンドウィッチ(右)。サンドウィッチは実際には本海戦に参加していない。また後ろにテメレーア(背後左)、ヴィクトリー(背後中央)。オーギュスト・メイヤーによる油彩画 (1836年)

サンドウィッチは、フランスの海軍画家であるオーギュスト・メイヤー (fr) が描いた、トラファルガーの海戦を主題とする絵画に登場している。しかし、これはメイヤーの勘違いで、サンドウィッチはトラファルガーの海戦には参加していない。